# Golancourt
Golancourt és un municipi francès, situat al departament de l'Oise i a la regió dels Alts de França. L'any 1999 tenia 404 habitants.

## Situació
Golancourt es troba a l'extrem nord-oriental de l'Oise, molt a prop de l'Aisne i del Somme.

## Administració
Golancourt es troba al cantó de Guiscard, que al seu torn forma part de l'arrondissement de Compiègne. L'alcalde de la ciutat és Alain Carrière (2001-2008).